# Affaire sexuelle du cheval d'Enumclaw
 (février 2024).
Si vous disposez d'ouvrages ou d'articles de référence ou si vous connaissez des sites web de qualité traitant du thème abordé ici, merci de compléter l'article en donnant les références utiles à sa vérifiabilité et en les liant à la section « Notes et références ».
L'affaire sexuelle du cheval d'Enumclaw concerne la mort d'un individu le 2 juillet 2005, des suites d'un rapport sexuel avec un étalon, dans une ferme du comté de King (Washington), près de la ville d'Enumclaw. Son histoire, relatée par le Seattle Times, fut l'un des faits divers les plus lus du journal de l'année 2005, et a entraîné la création d'une loi réprimant la zoophilie et les vidéos zoophiles.

## Personne décédée
Kenneth Pinyan naît le 22 juin 1960 aux États-Unis. Il travaillait comme ingénieur, notamment chez Boeing. Il résidait à Gig Harbor, dans l'État de Washington.  

## Faits
Kenneth Pinyan avait filmé de précédents rapports sexuels qu'il avait eus avec des chevaux et les avait mis en ligne sous le nom de Mr. Hands.
Au cours d'une sodomie zoophile, en juillet 2005, filmée par un ami, il a le côlon perforé et meurt des suites de ses blessures.

## Répercussions
Cette mort a rapidement entraîné l'adoption d'une loi dans l'État de Washington, réprimant la zoophilie en interdisant à la fois les rapports sexuels avec des animaux et leur enregistrement vidéo. Cette loi définit la zoophilie comme un crime de « classe C », punissable de cinq ans de prison.

## Documentaire
Un documentaire sur la mort de Kenneth Pinyan et sur la vie menée par ceux qui vinrent à la ferme près d'Enumclaw fut projeté au Festival du film de Sundance de 2007 sous le titre de Zoo. Il fut l'un des 16 récompensés parmi les 856 sélectionnés pour le festival et fut par la suite projeté dans de nombreux festivals régionaux des États-Unis.
Après le Sundance, le film fut également sélectionné comme l'un des cinq films américains projetés au Festival de Cannes de 2007.